# Vincent Graczyk
Vincent Graczyk (Saint-Doulchard, 5 juli 1984) is een Frans wielrenner.

## Carrière
Graczyk behaalde zijn UCI-zeges tot nu toe allemaal in Afrika. Zijn eerste twee waren in 2007, toen hij een etappe in de Grand Prix Chantal Biya en een etappe in de Ronde van Burkina Faso. In 2010 en 2012 werd hij tweede in het eindklassement van de Ronde van Kameroen. In 2016 werd hij opnieuw tweede in een eindklassement, dit maal in de Ronde van Burkina Faso.

## Overwinningen
2007
2e etappe Grand Prix Chantal Biya
5e etappe Ronde van Burkina Faso
2008
2e etappe Ronde van Burkina Faso
2015
6e etappe Ronde van Kameroen
2017
4e etappe Ronde van Senegal